# Triangle (The Beau Brummels)
Triangle è un album dei The Beau Brummels, pubblicato dalla Warner Bros. Records nel luglio del 1967.

## Tracce
Lato A
1. Are You Happy? – 2:20 (Robert Durand, Ron Elliott)
2. Only Dreaming Now – 2:05 (Ron Elliott, Sal Valentino)
3. Painter of Woman – 2:51 (Robert Durand, Ron Elliott)
4. The Keeper of Time – 2:10 (Robert Durand, Ron Elliott)
5. It Won't Get Better – 2:01 (Ron Elliott, Sal Valentino)
6. Nine Pound Hammer – 3:17 (Merle Travis)

Lato B
1. Magic Hollow – 2:52 (Ron Elliott, Sal Valentino)
2. And I've Seen Her – 1:59 (Robert Durand, Ron Elliott)
3. Triangle – 2:18 (Ron Elliott, Sal Valentino)
4. The Wolf of Velvet Fortune – 4:51 (Ron Elliott, Sal Valentino)
5. Old Kentucky Home – 2:04 (Randy Newman)

## Musicisti
- Sal Valentino - voce solista, arrangiamenti voce
- Ron Elliott - chitarra, arrangiamenti
- Ron Meagher - basso

Musicista aggiunto
- Van Dyke Parks - clavicembalo (brano: Magic Hollow)
- Lee Herschberg - ingegnere del suono